# 拉塔斯湖

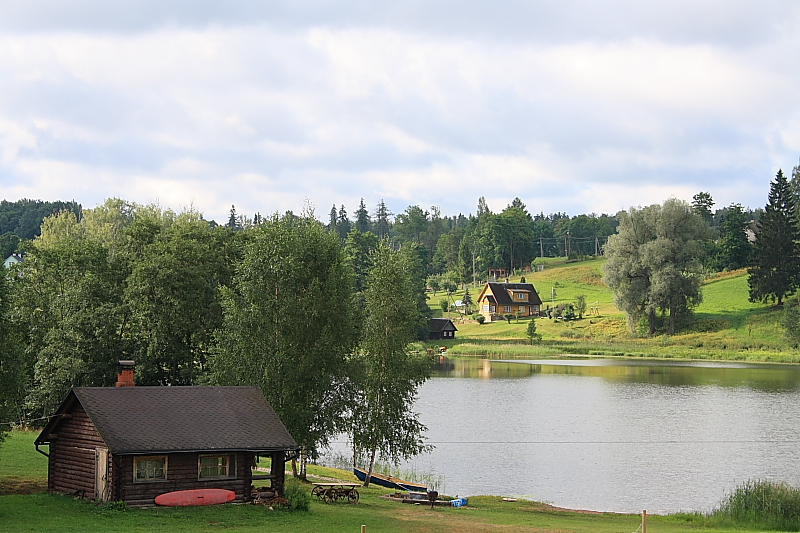
拉塔斯湖

拉塔斯湖是愛沙尼亞東南部沃鲁县勒乌格市镇内的湖泊，長0.59公里、寬0.23公里，面積0.06平方公里，海拔高度109米，平均水深8.5米，最大水深19米。